# 狂気の山脈にて
『狂気の山脈にて』（きょうきのさんみゃくにて、原題/英題：At the Mountains of Madness ）とは、アメリカの小説家ハワード・フィリップス・ラヴクラフトの幻想的怪奇小説。1931年に執筆され、1936年に出版された。
分量は、12章・160ページ以上（全集4版）の長編小説。ラヴクラフトの数少ない長編であるが、1931年2月から3月にかけてのわずか1か月間で執筆された。パルプ雑誌『アスタウンディング・ストーリーズ』の1936年2・3・4月号に分けて発表されたが、この時は編集部によって多くの部分が削除・改変されている。原文のまま発表されるのは、出版社アーカム・ハウスから改めて刊行された1984年の"狂気の山脈にてその他"まで待たなければならなかった。
物語は地質学者ウィリアム・ダイアーの一人称視点で書かれ、彼の手記という体裁を執っている。のちに「クトゥルフ神話」と呼ばれることになるラヴクラフト創造の超古代の地球の支配者の歴史譚が最も直截的かつ密度濃く描かれた作品である。クトゥルフ神話内においては「古のもの物語」の代表作である。

## あらすじ
1930年、ミスカトニック大学のウィリアム・ダイアー教授は、探検隊を率いて南極大陸へ向かう。目的は地下の岩石や土砂を採取することであり、ピーバディ教授が開発した最新機器を装備していた。作業は順調に進み、ある地点では古生物の化石も発見される。しかし、生物学者のレイク教授は古い粘板岩上の奇妙な縞模様のほうに注目する。層序学的に推定される当地層の地質時代と矛盾する高度に進化した生物の痕跡に思われたからである。レイクは計画の変更を強硬に主張し、分隊を率いて地層が伸びる方角へ向かう。
やがて分隊からの無線通信で、未知の巨大な山脈に到達し、その地下洞窟から奇怪な化石を発掘した旨の報告を受ける。それは独自の進化を遂げた大型の生物で、動物と植物の両方の特徴を具えているように思われた。その姿は「ネクロノミコン」に記された神話上の「古のもの」を連想させる。化石は続けて数体発見され、しかも、元の性質が失われていなかった。レイクはそのうちの一体を解析するが、体組織の強靭さ、脳と神経系の発達などにさらに驚かされることになる。生物学の常識を覆す発見に隊は興奮に包まれ、ダイアーもレイクの判断が正しかったことを認める。
しかし翌朝、決められた時刻になっても分隊からの無線連絡はなかった。強風のために通信が困難になっているようであったが、本隊のキャンプ地で風が収まったあとも、分隊への呼びかけに応答はない。ダイアーは最悪の事態を想定し、捜索に向かうことを決意する。そして帰還すると「レイクの分隊は強風で全滅し、すべては失われた」と嘘の報告をする。

## 登場キャラクター

### ミスカトニック大学南極探検隊
ウィリアム・ダイアー（英：William Dyer）
主人公。ミスカトニック大学地質学科教授であり、南極探検隊の隊長。
本作は、南極から帰還したダイアーが、南極大陸の探検と進出を考えるであろう後発の研究者その他に向けて、思い留まるよう警告すべく書き遺した手記という体裁を執っている。
後続作品『時間からの影』でも再登場する。
レイク（英：Professor Lake）
生物学科教授。生命の誕生と進化に関する仮説を立てていた。古い粘板岩に残された模様に注目し、分隊を率いて調査に向かう。死亡。
フランク・H・ピーバディ（英：Frank H. Pabodie）
工学科教授。今回の探検で使用される画期的なドリルを考案した。
アトウッド（英：Professor Atwood）
物理学科教授・隕石学者。レイクの分隊に加わる。死亡。
ダンフォース（英：Danforth）
大学院生。聡明な若者。「ネクロノミコン」を最後まで読み通した数少ない一人である。発狂。
ゲドニー（英：Gedney）
大学院生。レイクの分隊に加わる。死亡。

### 神話生物
古のもの（いにしえのもの、英：Old One(s), Great Old One(s)）

樽状の胴体と五芒星形の頭部を持つ半動物・半植物的な地球外生命体。生命体がまだ存在しなかった太古の地球に到来して文明を築いた。『ネクロノミコン』には、彼らがふざけてか誤ってか、地球の生命体を創造したと記されている。生物としては生命力が極めて強く、また、水陸双方の環境に適応する。超常的な力は持たないが、科学技術が非常に発達していた。南極大陸は彼らが宇宙から最初に降り立った場所である。
「旧支配者」とも呼ばれる（全集4では主に旧支配者と表記される）。後続作家たちによって体系化されたクトゥルフ神話においては、他の作品でElder Thing（邦：古のもの）と名付けられて、そちらの名前で定着する。同じ呼称であるが、邪神の総称としての旧支配者（オールド・ワン、グレート・オールド・ワン）とは異なる。固有名詞ですらないので、本作中においてさえOld One/Great Old Oneが統一されておらず、さらにこの種族を指す呼称は作者によって異なる。
ショゴス（英：Shoggoth）

スライムのような不定形生物で、古のものによって創造され、都市の建設などに使役されていた。力が強く、身体は形状を変えるだけでなく、一時的に様々な器官を造り出すことが可能である。やがて、たまたま得た知性を発達させ、次第に反抗的になり、ついには大規模な反乱を起こした。「テケリ・リ！テケリ・リ!」という特徴的な声を挙げるが、これは古のものの発声器官を真似することで身に付けたものである。
現在ファンタジーで架空のモンスターとして知られる「スライム」の元ネタは、ジョセフ・ペイン・ブレナンが『ウィアード・テイルズ』1953年3月号に発表した『沼の怪』に登場する生物とされており、ブレナンのスライムはショゴスをモデルとしている。
クルウルウの末裔（英：Star-spawn of Cthulhu, Spawn of Cthulhu）

全集4における表記。「クルウルウ」は、ラヴクラフト作品における "Cthulhu" の大瀧啓裕による日本語訳名であり、より広く知られている名は「クトゥルフ」「クトゥルー」である。
古のものよりもさらに遠い世界から現れたと思われる地球外生命体。外見上は蛸に似ているが、身体が我々とは異なる物質によって構成されており、変身や体組織の再生が可能である。遅れて地球に到来し、地上の支配を巡って古のものと激しく争った。この戦いでは一時的に全ての古のものを海に追い落としている。のちに和戦がなされて領土を分け合ったが、突如として本拠地のルルイエもろとも海に沈んだ。
ラヴクラフト宇宙観の総決算
神性を具えているクルウルウ（クトゥルフ）とは異なり、本作に登場する「クルウルウの末裔」は、神格というより、ミ＝ゴと同列の宇宙生命体のような扱いで、「陸棲種族」「蛸に似た宇宙生命体」などと表されている。これに関して、翻訳者・大瀧は、後続の善悪二元論的なクトゥルフ神話との根本的な違いとして、ラヴクラフトの宇宙観が元になった（人間の視点とは異なる）超越的視点を挙げており、特に本作は、『時間からの影』とともに「幻想宇宙年代記」とも表現し、「ラヴクラフト宇宙観の総決算」としている。
ミ＝ゴ（英：Mi-go）

外見は甲殻類に性質は真菌類に近い地球外生命体。クルウルウの末裔同様、根本的に我々とは異質な生物で、変身や体組織の再生が可能と思われる。地球に現れたのはクルウルウの末裔のさらに後で、既に衰退が始まっていた古のものから北方の地を奪っている。ただし、海の中の古のものには手出しできなかった。現在も地球上に潜んでおり、イエティ（ヒマラヤの雪男）の正体ともされる。

## 舞台
ミスカトニック大学（英：Miskatonic University）

主人公たち研究者が勤務する大学。アメリカ合衆国マサチューセッツ州の都市アーカムにて1797年に創立された総合大学。
1930年の南極探検には、ナサニエル・ダービイ・ピックマン財団から資金援助を受けている。
狂気山脈（英：Mountains of Madness）
南極大陸に存在する未知の巨大な山脈で、山腹にある地下洞窟から奇怪な古生物の化石が発掘され、恐るべき超古代の支配者達の存在が判明し始めた。「狂気山脈」の名は本作の邦題の一つでもある。

## 出版の経緯
本作は、40歳であった1931年にわずか1か月で書き上げられた。短編の多いラヴクラフトでも『チャールズ・ウォードの奇怪な事件』（1927-1928年）に並ぶ長編として知られている。"At the Mountains of Madness " というタイトルは、ダンセイニ卿のSF怪奇短編小説 "The Hashish Man and Other Stories "（1996年）の台詞 "And we came at last to those ivory hills that are named the Mountains of Madness...". から採られた。
ラヴクラフトは、自信作となった本作を、かねてより寄稿先としてきた人気のパルプ・マガジン『ウィアード・テイルズ』に持ち込んだ。ところが、解雇された前任者に替わって同誌を立て直したファーンズワース・ライト編集長は商業主義を高度に追及する人物で、ラヴクラフトの作風を「無駄に長すぎる」「難解すぎる」と低く評価しており、先代編集長のようには採用してくれなかった。ライトの商業主義に怒り、酷く落胆するラヴクラフトは、知人宛ての手紙で断筆をほのめかすほどであった。もっとも、ライトの立場からすれば、自身の編集方針はかねてから明らかにしており、作家達の誰にも短く分かりやすい作品を求めていたところに長く分かりにくい本作であるから、避けがたい判断ではあった。同誌におけるラヴクラフトの過去作にはそれなりの支持者がおり、ラヴクラフトのことをライトが軽く見ていたわけではなかったが、本作に光が当たるような環境ではなかった。
それから数年後の1936年、小腸癌を患って余命幾許もなくなったラヴクラフト45歳の時、本作は老舗のパルプ・マガジン『アスタウンディング・ストーリーズ』に掲載される運びとなった。同誌に原稿を送ったのは本人ではなく、友人ジュリアス・シュヴァルツ であった。ラヴクラフト自身は一度拒絶された原稿を他誌に提出することを嫌っていたが、体調が芳しくないラヴクラフトをおもんばかった友人達が彼のストックしてきた原稿を何とか発表させてやろうと奔走したお蔭であって、ほかにもいくつかの作品がこの時期に出版された。
これらは『アスタウンディング・ストーリーズ』の編集長フレデリック・オーリン・トレメイン の新規開拓精神に溢れた編集方針によって実現した朗報であった。彼は1933年12月号で「異なった発想（英：thought variant）」を編集方針として表明し、使い古された冒険譚よりも独創性と自由な発想を重視する姿勢を明文化していたのである。保守的な編集者達に拒絶されて埋もれている作品の発掘にも熱心であった同誌は、1935年末までにSF雑誌界のリーダーに躍り出ていた。そのような流れのなかでのラヴクラフト作品の採用であった。もっともアスタウンディング版では、トレメイン編集長によって綴り字・段落・句読点に至るまで大幅に校正されたうえに一部は割愛されてしまった。そのため、ラヴクラフトはまたも失望することになった。原稿料は当時の315ドルであった。このように、初出こそ本人の納得できない形での発表であったが、のちに本作の評価は高まり、代表作の一つに挙げられることになる。

## 執筆の背景
ラヴクラフトは、人類以前の文明を描いた作品としては、ちょうど10年前に当たる1921年にも『無名都市』を執筆している。また、『狂気の山脈にて』で物語の舞台となった狂気山脈は、『未知なるカダスを夢に求めて』（1926年ごろ執筆中）で既に描かれていた。
ラヴクラフトが南極に関心を持ち始めたのは子供のころで、当時は未踏破であった南極大陸に興味を持つようになったのは、9歳の時、ウィリアム・クラーク・ラッセル (en) の "The Frozen Pirate "（1887）を読んだことが切っ掛けであった。翻訳家の大瀧啓裕によれば、南極大陸を舞台にした本作は「十歳のときから心に取り憑いて離れない、荒涼とした白い南極にかかわる漠然とした感情をつきとめるべく目論まれた」ものであり、執筆は「必然のなりゆきだったのだろう」という。
本作執筆の直前の時期、1928年から1930年にかけてはリチャード・E・バードが南極探検を行っており、南極大陸から温暖な地域に棲息する生物の化石が発見されている。ラヴクラフトはこの出来事を本作に反映させた。当時は大陸移動説が完全に立証されておらず、南極大陸の環境が大きく変化したということは知られていなかった。しかし、ラヴクラフトは大陸移動説を引用し、現代と違って世界地図にもまだ描かれていない南極大陸を可能な限り空想ではなく現実の地理として調べようとした。
本作には、同じ南極大陸を舞台にしたエドガー・アラン・ポーの冒険小説『ナンタケット島出身のアーサー・ゴードン・ピムの物語』（1837）が作中に登場するとともに、設定の一部も持ち込まれている。例えば、ショゴスの鳴き声は同作に登場する巨大な鳥が元になっている。なお本作中では、ダイアー教授とダンフォースが、ポーは禁断の資料を用いて執筆したのではないかと推測している。リン・カーターと評論家S・T・ヨシは、ラヴクラフトが寒さを嫌っていたこともあり、氷点下の世界での息苦しさなどの描写に関して、ポーよりも空気感を表せていると指摘している。
ラヴクラフトの着想に繋がったもう一つの作品として、エドガー・ライス・バローズのSF小説『地底の世界ペルシダー（英：At the Earth's Core ）』（1914年刊行）が挙げられる。評論家ウィリアム・フルワイラー (William Fulwiler) は、高い知能を有する爬虫類の特徴を具えたマハールと古のもの、そして彼ら支配種族が共に奉仕種族を従えていることを類似点として指摘している。ほかにも、北極探検を舞台としたマシュー・フィップル・シェイの小説『パープルクラウド（英：The Purple Cloud ）』（1901年）、エイブラハム・グレース・メリットのSF小説『秘境の地底人（英：The People of the Pit ）』（1918年）、オスヴァルト・シュペングラーの歴史学書 "Der Untergang des Abendlandes "（1918年、1922年 ）、カサリン・メトカルフ・ルーフ (Katharine Metcalf Roof) の "A Million Years After "（1930年）の影響が指摘されている。また、視覚的要素としてニコライ・リョーリフとギュスターヴ・ドレが挙げられている。

## 邦訳
- 創元推理文庫『ラヴクラフト全集4』大瀧啓裕訳「狂気の山脈にて」
- 角川ホラー文庫『ラヴクラフト恐怖の宇宙史』荒俣宏訳「狂気の山にて」
- 国書刊行会『定本ラヴクラフト全集3』高木国寿訳「狂気山脈」
- PHP研究所『新訳 狂気の山脈』東本貢司訳「狂気の山脈」
- 新潮文庫『狂気の山脈にて クトゥルー神話傑作選』南條竹則訳「狂気の山脈にて」
- 星海社FICTIONS『狂気の山脈にて 新訳クトゥルー神話コレクション6』森瀬繚訳「狂気の山脈にて」

## メディアミックス

### 幻の映画化
映画監督ギレルモ・デル・トロと脚本家マシュー・ロビンズ (en) が2006年に特撮映像化を計画したが、実現には到らなかった。この件については、デル・トロ監督が次に手掛けた映画『パシフィック・リム』の製作前の重要なエピソードとして詳説している。

### 舞台等
イギリスの音楽バンド The Tiger Lillies (en)、アメリカのミュージシャン、ダニエル・デ・ピッチオット (Danielle de Picciotto)、および、ドイツのミュージシャン、アレクサンダー・ハッケは、ラヴクラフトの小説6作品─『エーリッヒ・ツァンの音楽』『壁のなかの鼠』『クトゥルフの呼び声』『狂気の山脈にて』『時間からの影』『戸口にあらわれたもの』─をモチーフとしたオーディオビジュアルアートとして、オーディオミュージカル "The Mountains of Madness " を、2013年にストックホルムのスウェーデン王立ドラマ劇場にて公演した。このパフォーマンスはハッケが2005年に考案している。

### 漫画
- イギリスの漫画家イアン・カルバード (en) による、本作をモチーフとしたグラフィック・ノベル "At the Mountains of Madness " は、2010年に SelfMadeHero（en、ロンドン）より出版された。当作品は2011年の英国幻想文学大賞に輝いている[11]。
  - Lovecraft, Howard Phillips; Culbard, I.N.J. (20 September 2019) [2010] (English). At the Mountains of Madness: A Graphic Novel. London: SelfMadeHero
- 日本の漫画家・田辺剛による、本作をモチーフとした漫画『狂気の山脈にて ラヴクラフト傑作集』は、2016年から2017年にかけてKADOKAWAより連載・出版された。全4巻。日本国内外の複数の賞を受賞およびノミネートがされている。

### ゲーム
- アメリカ人ライターでロールプレイングゲームデザイナーのケイネス・ハイト (en) は、ゲーム "The Antarctic Express " を2009年に Atlas Games（en、ミネソタ州セントポール）より発表した。イラストレーターはクリスティーナ・ロドリゲス (Christina Rodriguez)、編集はミッチェル・ネフュー (en)。
  - Lovecraft, Howard Phillips; Hite, Kenneth (02 September 2009). Nephew, Michelle. ed (English). The Antarctic Express (Mini Mythos). Rodriguez, Christina (illustration). Atlas Games.  ISBN 1589781112, ISBN 978-1589781115, OCLC 795164654.
- アメリカのビッグフィッシュゲームズ社（Big Fish Games、ワシントン州シアトル）は、"Mystery Stories: Mountains of Madness " を Cerasus Media より2011年11月1日に発売した。
  - Lovecraft, Howard Phillips (05 January 2012) [01 November 2011] (English). Mystery Stories: Mountains of Madness (Download ed.). Cerasus Media.  ASIN B006TJYRBE.
  - Lovecraft, Howard Phillips (28 June 2012) [01 November 2011] (English). Mystery Stories: Mountains of Madness. Cerasus Media.  ASIN B008DWM0QY.

## 関連作品
本作のメディアミックス作品とは言い難いものや、モチーフではあっても完成形が原作からかけ離れているもの、メディアの性質上改変が必須のもの、詳細情報の無いものなどは、こちらに記載する。
- 人間椅子の『黄金の夜明け』（1992年）に収録された楽曲『狂気山脈』は、本作をモチーフとしている。
- 『プリズナー・オブ・アイス』は、本作に基づいた1995年インフォグラム社によるコンピュータゲームである。
- バンド The Great Old Onesは、本作をイメージしてアルバム "Tekeli-li " を2014年に発表した。
- 2017年、アトランタ・ラジオ・シアター・カンパニーにてラジオドラマが作成された。
- SF小説としてポール・デ・フィリッポとルディ・ラッカーによる "The Lost City of Leng " が2018年に執筆された。
- 2017年10月21日、ホビージャパンよりボードゲーム『狂気山脈』が発売された。

- エドガー・アラン・ポー『ナンタケット島出身のアーサー・ゴードン・ピムの物語』（1837）
- ジョセフ・ペイン・ブレナン『沼の怪』（1953）